# Kalmar läns museum

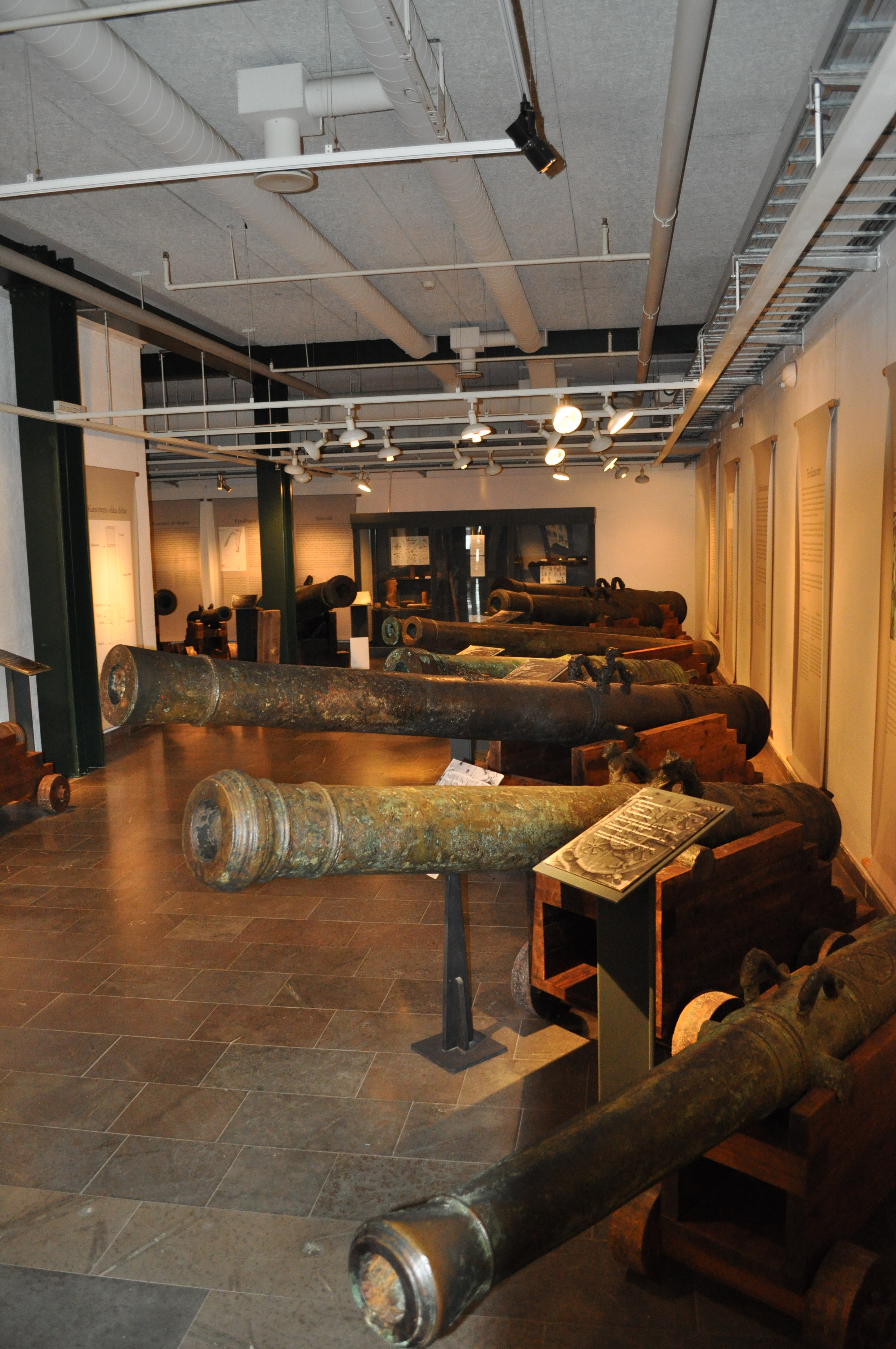
På entréplan möts besökaren av Kronans kanoner.

Kalmar läns museum är regionalt kulturhistoriskt museum för Kalmar län. Museet drivs i stiftelseform med Kalmar kommun, Kalmar läns landsting och Kalmar läns hembygdsförbund som huvudmän.
Museet har merparten av sin verksamhet i Kalmar ångkvarns gamla lokaler men även Wimmerströmska gården i Västervik är del av museets verksamhet.
Museet är det näst största länsmuseet i landet med cirka 85 anställda och 65 miljoner i årsomsättning.
Kalmar läns museum har profilerat sig inom kulturarvspedagogik och hade 1999–2001 ett nationellt uppdrag att utveckla denna. Ur det nationella uppdraget växte ett internationellt samarbete, senare formaliserat i föreningen Bridging ages, fram.
Kalmar läns museum bedriver även uppdragsverksamhet inom byggnadsvård, textilkonservering och arkeologi.
Länsmuseet har drivit undersökningarna av regalskeppet Kronan sedan 1981. Ett våningsplan är avsatt till utställningen om Kronan. Även "tomtens mor" Jenny Nyström har en större permanent utställning. I övrigt visas ett flertal tillfälliga utställningar varje år.
Kalmar läns museums samlingar speglar länets förhistoria och historia. Delar av museets samlingar finns tillgängligt via webbplatsen Digitalt museum.